# Macropoliana ferax
Macropoliana ferax là một loài bướm đêm thuộc họ Sphingidae. Nó được tìm thấy ở highland forests in East Africa, bao gồm Cộng hòa Dân chủ Congo, Rwanda, Tanzania, Kenya và Malawi.
Chiều dài cánh trước là 45–52 mm. Nó rất giống loài Macropoliana natalensis, nhưng nhỏ hơn và tối hơn.